# Nan-Tathren
Nan-Tathren (traducido como «valle del sauce» del sindarin) es un bosque de sauces ficticio que forma parte del legendarium creado por el escritor británico J. R. R. Tolkien y que aparece en su novela El Silmarillion. Está situado en las tierras de Beleriand Oeste, al nordeste de Arvernien y al sur de Andram. En Nan-Tathren, el río Narog desemboca en el Sirion y el curso de éste fluye tranquilo a partir de estas tierras. 
El elfo Voronwë, uno de los mensajeros que envió el rey Turgon a Círdan tras la Nírnaeth Arnoediad, se demoró en el viaje hasta la Isla de Balar, vagando por los prados de Nan-Tathren, cautivado por su belleza.
Los supervivientes de la Caída de Gondolin descansaron en Nan-Tathren durante un tiempo y allí rindieron memoria a su ciudad destruida. También Tuor compuso para su hijo Eärendil una canción que narraba la llegada del vala Ulmo a las costas de Nevrast, y dicha canción despertó en ambos la nostalgia por el mar y decidieron dejar el bosque para continuar el viaje hasta las costas.
En El Señor de los Anillos, el ent Bárbol canta una canción en la que utiliza las formas quenya de Nan-Tathren: Tassarinan y Nan-Tasarion.